# Illordo
El  Illordo, también llamado Illordoko Gaña, es un monte de Guipúzcoa en el País Vasco (España), tiene 541 m de altitud. Pertenece a las sierra de Elgueta la cual forma parte de los Montes Vascos.

## Descripción
El Illordo es una pequeña elevación que se alza al norte de la ciudad de Éibar y conforma los valles del río Deva y de su afluente principal el río Ego.
Está cubierto de arbustos y argomas además de bosques de hayas y robles que en buena parte han sido sustituidos por plantaciones de pino insigne destinadas a la explotación forestal. El nombre se lo da un caserío que se ubica en la vertiente norte.

## Rutas de ascenso
Por Azitain
Desde la iglesia del barrio de Azitain, que guarda uno de los pocos Cristos sin barba de Europa, se toma el camino hacia el caserío Egiguren Abeletxe. De allí se encara el monte hasta la cumbre.
Por Txonta
Desde el barrio eibarrés de Txonta, en donde aún se da la mezcla de industria y vivienda, es el punto de partida para una de las subidas más gratificantes a esta pequeña cumbre. Se remonta toda la calle hasta finalizar la misma y se sigue el camino que va paralelo al curso de la pequeña regata hasta llegar a la ermita de San Salvador. De allí se tuerce a la izquierda en busca de la cumbre del Topinburu (590 m) para seguidamente, bajando un poco, llegar al Illordo.
Por Málzaga
Poco después de coger la carretera para Placencia de las Armas sale a la derecha el camino de acceso al caserío que da nombre al monte, Illordo, que se sitúa a 430 m de altitud. Una vez allí solo queda encarar el camino a la cumbre.
Tiempos de accesos
- Azitain (1h 15m).
- Txonta (1h 15m).
- Málzaga (1h 15m).

Fuente: Mendikat